# Echinotropis
Echinotropis is een geslacht van rechtvleugeligen uit de familie Pamphagidae. De wetenschappelijke naam van dit geslacht is voor het eerst geldig gepubliceerd in 1944 door Uvarov.

## Soorten
Het geslacht Echinotropis omvat de volgende soorten:
- Echinotropis horrida Saussure, 1899
- Echinotropis karasensis Sjöstedt, 1932